# 克林曼 (北卡羅萊納州)
克林曼（英語：Clingman）是位於美國北卡羅萊納州威爾克斯縣的非建制地區。

## 歷史
克林曼的郵局於1880年設立，其後於1907年停運。

## 地理
克林曼所處的海拔為高於海平面346米（即1135英呎），而該地所採用的時區為UTC-5，即北美东部时区（EST）。同時該地設有夏令時間，為UTC-5調快一小時，即UTC-4（EDT）。